# Бурайда
Бура́йда (араб. بريدة‎) — город в центральной части Саудовской Аравии. Является административным центром административного округа Эль-Касим. Расположен на высоте 607 м над уровнем моря. Население — 378 422 человека (по данным переписи 2004 года).

## Общие сведения
Основой экономики является сельское хозяйство. В окрестностях города выращиваются лимоны, апельсины и другие фрукты. Благодаря наличию оазисов Бурайда является одним из главных в Саудовской Аравии производителей зерновых культур. Также существуют большие экспериментальные фермы, на которых занимаются выращиванием крупного рогатого скота. Также с давних пор город служит важным пунктом на пересечении караванных торговых путей и рынком по продаже арабских скакунов.
Большинство зданий в городе — глинобитные, так же, как и в других городах Неджда.
Население Бурайды, так же, как и в других городах страны, быстро растёт: если в 1992 году здесь проживали 240 091 человек, то в 2004 году — уже 378 422 человека.
В городе есть аэропорт, выполняющий как внутренние, так и международные рейсы. Бурайда соединена со столицей страны, Эр-Риядом, трассой длиной 317 км.
В городе есть университет.